# Two Treatises of Government
Two Treatises of Government is een politiek-filosofisch werk geschreven door de Engelse filosoof John Locke. Het werk werd voor het eerst gepubliceerd in 1689, tijdens een cruciale periode in de Engelse geschiedenis, bekend als de Glorious Revolution. Locke voltooide de manuscripten waarschijnlijk in de jaren 1680, maar ze werden pas na de revolutie gepubliceerd. De Glorious Revolution, die plaatsvond in 1688, resulteerde in de afzetting van koning Jacobus II van Engeland en de vestiging van Willem III van Oranje en zijn echtgenote Maria II van Engeland op de Engelse troon. Locke's Two Treatises of Government werd beschouwd als een theoretische rechtvaardiging voor deze revolutionaire veranderingen.

## Inhoud
De twee verhandelingen in het werk behandelen verschillende aspecten van politieke theorie. De eerste verhandeling weerlegt het idee van het goddelijk recht van koningen en pleit voor het concept van een sociaal contract tussen het volk en de regering. Locke betoogt dat mensen oorspronkelijk in een staat van natuurlijke vrijheid leven, maar ze richten een burgerlijke samenleving op om hun natuurlijke rechten, zoals leven, vrijheid en eigendom, beter te beschermen.
De tweede verhandeling verkent de aard van de regering en bespreekt thema's zoals eigendom, de staat van natuur, slavernij, verovering en het recht op verzet tegen een onderdrukkende overheid. Locke bepleit een beperkte overheid met de taak om de individuele rechten te beschermen. Hij introduceert het concept van het recht op opstand wanneer de regering haar legitieme doelen niet vervult.

## Ontvangst
Bij de publicatie tussen 1689 en 1694 trok Two Treatises of Government niet onmiddellijk veel aandacht. Ongeveer 200 traktaten werden echter in die periode gepubliceerd over de legitimiteit van de Glorious Revolution, waarvan er drie Locke noemen, waarvan twee geschreven door vrienden van Locke. De echte opkomst van de populariteit van de "Two Treatises" vond plaats in de tweede helft van de achttiende eeuw, vooral vanaf het jaar 1760.
Het werk werd aangehaald tijdens belangrijke politieke debatten, zoals de Amerikaanse revolutie, waarbij Thomas Jefferson zijn bewondering voor Locke uitsprak. De ideeën van Locke werden echter niet onbetwist aanvaard. Er waren verschillende interpretaties en kritieken. Gedurende de achttiende eeuw groeide de invloed van Locke als politieke filosoof, maar tegen het einde van de eeuw werd hij ook geassocieerd met de Amerikaanse en Franse Revoluties, wat leidde tot enige controverse en kritiek op zijn denken.